# Convent de la Magdalena
|  | Per a altres significats, vegeu «Convent de la Magdalena de Massamagrell». |

El Convent de la Magdalena o Convent de les Monges Agustines és un edifici d'Ulldecona (Montsià) l'església del qual s'ha protegit com a bé cultural d'interès local. Dedicat a Santa Maria Magdalena, el convent s'aixeca vora l'antic portal de Vinaròs. Construït sobre un primitiu habitatge on les monges es van instal·lar provisionalment l'any 1724. Els cèntims procedien de la venda de les propietats i béns cedits per Romuald Somó de Pallars el 1702 per a la construcció d'una església i hospici vora l'Ermita de la Pietat, no dut a terme. L'església primitiva es va enderrocar el 1848, consagrant l'actual en 1876. Per causa de les guerres, el convent ha estat desocupat diverses vegades. La desamortització no afectà l'edifici, però posà en venda la resta de propietats del convent. Amb la Guerra Civil Espanyola, fou utilitzat com a cooperativa i menjador comunal, perdent el que quedava d'imatges i documents de l'arxiu. Actualment hi ha un comunitat de monges de clausura al convent.